# Ur-Baba

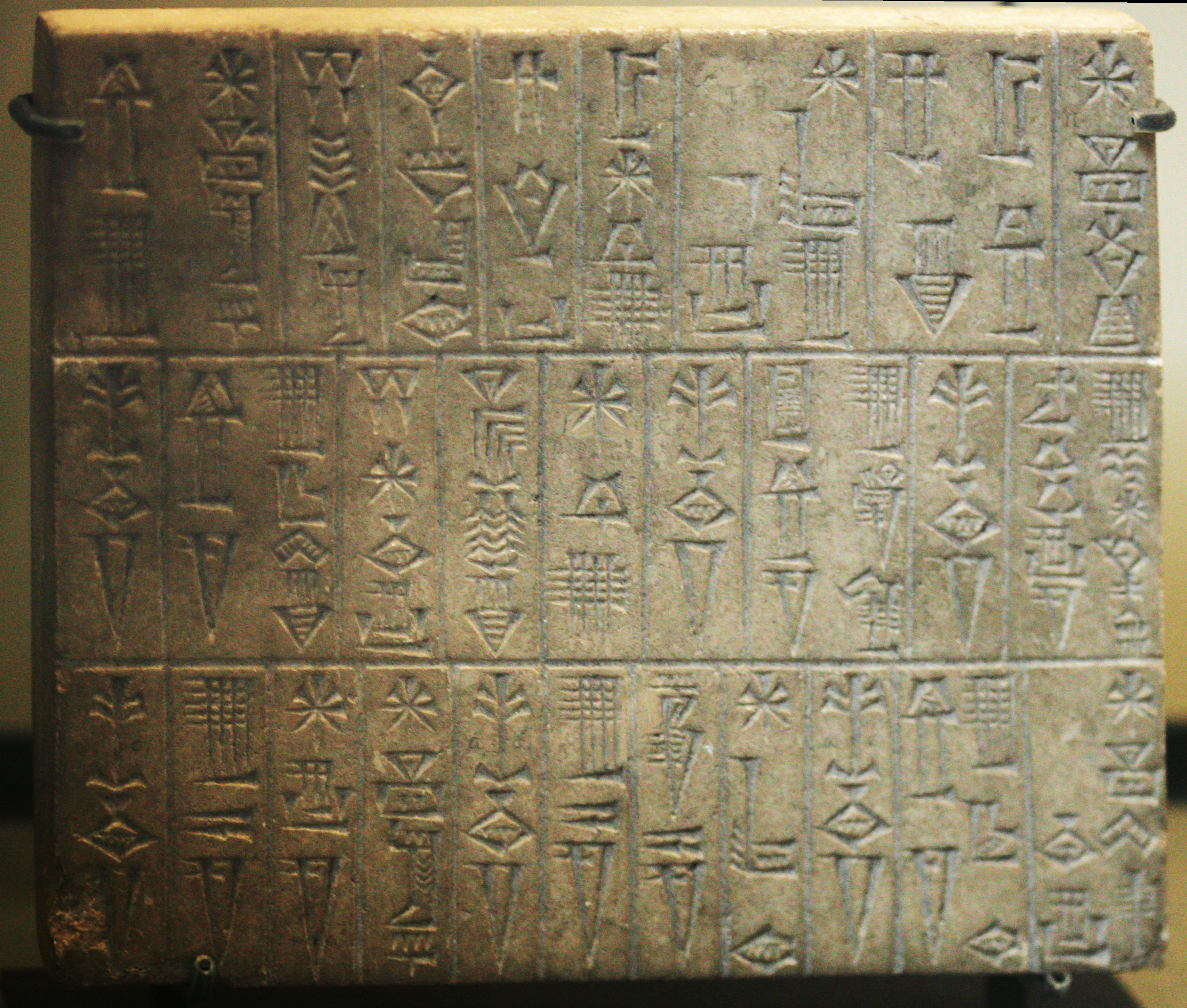
Tabliczka z inskrypcją Ur-Baby wyliczającą wzniesione przez niego świątynie; zbiory Luwru (AO 261).

Ur-Baba lub Ur-Bau (sum. ur.dba.ba6/u2, tłum. „sługa bogini Bau”) – władca sumeryjskiego miasta-państwa Lagasz, panujący w 1. połowie XXII w. p.n.e. Dokładne lata panowania nie są znane – przypuszcza się, iż mógł on być współczesny Szu-durulowi (ok. 2174–2159 p.n.e.), ostatniemu królowi z dynastii akadyjskiej, lub też że panował w okresie zamieszania i zamętu pomiędzy rządami Szar-kali-szarri (ok. 2230–2205 p.n.e.) i Szu-durula. Jak wynika z zachowanych inskrypcji wotywnych Ur-Baby, za jego panowania miasto-państwo Lagasz cieszyło się niezależnością i dobrobytem. Wydaje się też, iż pod kontrolą Ur-Baby znajdowało się miasto Ur, gdzie arcykapłanką boga Nanny była jego córka Enanepada. Inna córka, Nin-alla, wyszła za mąż za Gudeę, który po śmierci Ur-Baby przejął rządy w Lagasz, a jeszcze inna, Nin-hedu, została małżonką Nammahani, jednego z następców Gudei.